# フーゴー・プロイス

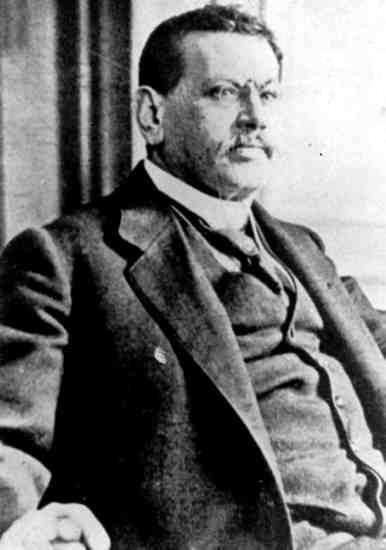
フーゴー・プロイス

フーゴー・プロイス（Hugo Preuß、1860年10月28日 - 1925年10月9日）は、ドイツの公法学者・憲法学者・政治家。「ヴァイマル憲法の父」として知られている。
ユダヤ系商人の息子として、1860年10月28日にベルリンで生まれた。ベルリン大学で公法を講じる傍ら、進歩人民党に参加しベルリン市議会議員も歴任。ドイツ革命後にはドイツ民主党の結成に参加し、フィリップ・シャイデマン内閣で内務大臣となる。

プロイスによるドイツの再編案

革命後の新憲法制定にも内務大臣・憲法学者として加わりドイツ全土をベルリンと13の州に再編するなど政治的には中央集権的草案をまとめ上げたが、かなりの修正が加えられヴァイマル憲法として公布された。ただ、同憲法48条に規定された大統領緊急権は元々プロイスの草案に在ったもので、そのことから後に大統領独裁からナチス体制への道筋を作ったと批判される一方で、カール・シュミットからは寧ろ戦争や革命などの「例外状況」において決断者としての権限を持たせたものとして高く評価されている。
1918年にはベルリン高等商業学校（de:Handelshochschule Berlin）の学長に就任した。